# Dania na Zimowych Igrzyskach Olimpijskich 1988
Reprezentacja Danii na Zimowych Igrzyskach Olimpijskich 1988 liczyła jednego zawodnika. Był nim łyżwiarz Lars Dresler. Był to szósty w historii start Danii na zimowych igrzyskach olimpijskich.

## Wyniki

### Łyżwiarstwo figurowe

#### Program solistów
| Zawodnik     | Nota | Miejsce | Źródło |
| ------------ | ---- | ------- | ------ |
| Lars Dresler | 28,2 | 14.     | [ 1 ]  |